# 莫德斯托樫果
莫德斯托樫果（Modesto Nuts）是一隻隸屬於美國職棒小聯盟高階1A的球隊，根據地位於美國加州的莫德斯托。該隊同時也是美國職棒大聯盟科羅拉多洛磯旗下的小聯盟球隊。2005年之前，該隊則屬於奧克蘭運動家，隊名則為莫德斯托運動家隊（Modesto A's
）。

## 外部連結
- 球隊官方網站 （页面存档备份，存于）